# Rutidoderes
Rutidoderes is een geslacht van rechtvleugeligen uit de familie Pyrgomorphidae. De wetenschappelijke naam van dit geslacht is voor het eerst geldig gepubliceerd in 1837 door Westwood.

## Soorten
Het geslacht Rutidoderes omvat de volgende soorten:
- Rutidoderes cinctus Sjöstedt, 1929
- Rutidoderes concolor Kevan, 1962
- Rutidoderes squarrosus Linnaeus, 1771